# Foreningen af Grundtvigske valg- og frimenigheder
Foreningen af Grundtvigske valg- og frimenigheder er en forening ad valg- og frimenigheder som er inspireret af Grundtvigs tanker om kirke og folk. De er i nært slægtskab med sognekirkerne, men er økonomisk uafhængige med udvidet demokrati og selvbestemmelse.
Foreningen består af 41 selvstændige menigheder, spredt ud over hele landet og med hver sin historie. De fleste grundtvigske valg- og frimenigheder er blevet oprettet i tilknytning til de folkelige bevægelser i 1800-tallet, hvor der blev kæmpet for den enkeltes ret og frihed. Den første frie menighed af grundtvigsk observans blev til i Ryslinge i 1865.

## Ekstern henvisning
- Foreningen af grundtvigske valg- og frimenigheders hjemmeside Arkiveret 28. august 2006 hos  Wayback Machine